# Reiseabenteuer
Reiseabenteuer, op. 227, är en vals av Johann Strauss den yngre. Den spelades första gången sommaren 1859 i Pavlovsk i Ryssland.

## Historia
I början av maj 1857 for Johann Strauss för andra året i rad till Ryssland på konsertturné. Han for via Berlin där han engagerade musiker till sin orkester (för att minimera kostnaderna) och sedan sjövägen från Stettin via Östersjön och Finska viken till Kronstadt nära Sankt Petersburg. Den 5 juni rapporterade tidningen Fremden-Blatt sina läsare i Wien om Strauss första framgångsrika konsert i Pavlovsk, med tillägget att kompositören "var tvungen att uthärda en fruktansvärd storm mellan Stettin och Kronstadt". Strauss själv nämnde sjöresan i ett brev till sin förläggare Carl Haslinger i maj 1857: "Nu kan jag andas igen så smått, ty mina resemödor och nödvändiga repetitioner har varit enorma fram till nu... Vad min hälsa anbelangar är jag nöjd då jag inte ens blev sjuk till sjöss alls, och när jag anlände till Pavlovsk fann jag gott öl, vilket du vet, alltid får mig må bra. Alltså fattas min hälsa ingenting och så är det ännu".
Valsen Reisenabenteuer kom till två år efter händelserna ovan och räknas till de nya verk som Strauss skrev till sin ryska publik den fjärde säsongen sommaren 1859. Särskilt intressant är valsens slut vilken återkallar sjöresan från Stettin till Kronstadt: i ett kort men livfullt och dramatiskt stycke beskrivande musik framkallar Strauss minnet av den stormpinade farkostens rullande på vågorna medan vinden viner och åskan mullrar. 
Det är dessvärre omöjligt att exakt fastställa det exakta datumet för valsens premiär i Ryssland eftersom orkesterns arkivarie, violaspelaren F.A. Zimmermann, inte var med på resan. I Wien framförde Strauss emellertid verket vid en eftermiddagskonsert i Volksgarten den 20 november 1859. Dagen efter skrev Strauss till sin fästmö Olga Smirnitskaja i Pavlovsk: "Igår spelade jag för första gången publik i Volksgarten där två tusen människor hade samlats. Jag mottogs å det hjärtligaste som stadens son med stormande applåder vilka varade i flera minuter; 'Reiseabenteuer' slog väl an och fick tas om tre gånger..."

## Om valsen
Speltiden är ca 9 minuter och 21 sekunder plus minus några sekunder beroende på dirigentens musikaliska tolkning.

## Weblänkar
- Reiseabenteuer i Naxos-utgåvan.